# Carles Xavier Noriega
Carles Xavier Noriega i Merino (Barcelona, 1964) és un monjo benedictí del monestir de Montserrat.
Enginyer de telecomunicacions i llicenciat en teologia per l'Ateneu Pontifical de Sant Anselm de Roma, en l'especialitat d'estudis monàstics, feu la professió solemne el 2007 i l'ordenació de diaca el 2011. El 2017 va rebre de mans de Mons. Manel Nin i Güell, monjo de Montserrat i exarca apostòlic a Grècia per als catòlics de tradició bizantina, l'ordenació presbiteral. És el director de la revista internacional Studia Monastica i del programa de Montserrat Ràdio L'arpa de David, i també el responsable del Diàleg interreligiós de la comunitat benedictina. Exerceix com a professor de l'escola teològica de Montserrat en les assignatures d'Història Monàstica i Patrística, i professor de l'ISCREB en l'assignatura d'Esglésies Orientals.